# 마술사 오펜
《마술사 오펜》(일본어: 魔術士オーフェン, Sorcerous Stabber Orphen)은 일본의 판타지 어드벤처 노벨이자 만화, 3개의 애니메이션 시리즈(마술사 오펜, 마술사 오펜 Revenge, 마술사 오펜 뜻밖의 여행), 그리고 비디오 게임을 아우르는 시리즈이다. 아키타 요시노부의 작품이며, 한국에서는 김효인 등이 옮겼다.

## 미디어

### 라이트 노벨
20개의 소설로 이루어져 있다.

### 만화
만화는 작가 아키타 요시노부오와 미술가 사와다 하지메가 제작하였다. 첫 판은 2005년 3월 ADV 망가에 의해 출시되었다.

### 애니메이션
마술사 오펜 애니메이션 시리즈는 TBS/반다이가 제작하여 1999년 일본에 첫 방영하였고, 북아메리카에서는 2001년 ADV 필름스에 의해 DVD로 출시되었다. 판타지 설정, 액션, 개그 코미디가 복합되어 있다. 총 길이로는 24화이다.
제2판인 마술사 오펜 Revenge는 나중에 방영되었다. 이 두 번째 애니메이션 시리즈는 북아메리카에서는 2003년 12월 ADV 필름스에 의해 DVD로 출시되었다. 총 길이로는 23화이다.
2020년판인 마술사 오펜 뜻밖의 여행은 본 작품 25주년 기념으로 맞이한 작품이며, 2020년 1월부터 3월까지 방영되었다. 총 길이로는 13화이다. 킴라크편은 2021년 1월부터 3월까지 방영되었다. 총 길이로는 11화이다.

### 비디오 게임
싱글 플레이어 콘솔 롤플레잉 비디오 게임은 2000년에 일본에서 가도카와 쇼텐에 의해 "마술사 오펜"이라는 이름으로 플레이스테이션 2용으로 출시되었으며 북아메리카와 유럽에서는 액티비전에 의해 Orphen: Scion of Sorcery이라는 이름으로 출시되었다. 완전히 새로운 어드벤처와 더 복잡하면서도 소리와 캐릭터 인성에 약간의 차이가 있는 몇 개의 비디오 씬들이 포함되어 있다.

## 대한민국 현황
대한민국에서는 만화판이 1998년부터 2001년까지 대원씨아이의 소년 만화잡지 주니어챔프에 연재되었고 만화판 단행본이 발행되었다. 2002년 원작소설이 동사의 NT노벨판으로 발행되었다.

## 등장인물
※. 성우는 일본판 / 한국판

### 오펜 일행
- 오펜

본명은 킬리란세로 핀란디. 본 작품의 주인공이자 대륙 흑마술의 최고봉인 송곳니탑의 엘리트로 제자인 매지크 린과 클리오와 함께 여정을 같이한다. 한때 클리오의 언니인 마리아벨과 맞선을 봤다가 결혼사기를 당한 경험이 있으나 후에 그녀의 여동생인 클리오와 결혼하게 된다.
애니메이션 성우는 모리쿠보 쇼타로 / 전광주
- 클리오 에버래스틴

토토칸타 상인 가문인 에버래스틴 가문의 둘째딸. 오펜과는 언니인 마리아벨의 결혼 사기건으로 처음 알게 되었으며 처음에는 평범한 성격이었지만 이후에는 인간폭탄으로 불리며 오펜의 속을 썩힌다. 후에 오펜과 결혼하게 된다.
애니메이션 성우는 이이즈카 마유미 / 우정신
- 매지크 린

토토칸타에서 학교를 다니는 금발의 미소년으로 오펜이 머무는 여관집 주인의 아들이다. 오펜을 스승으로 모시고 있으며 클리오와는 학교에서 알게 된 사이이다.
애니메이션 성우는 미나미 오미 / 이주희
- 레키

오펜과 매지크가 펜릴의 숲에 있는 드래곤 신앙자 마을에 붙잡혔을 때 클리오가 구하려고 하던 차에 우연히 습득하게 된 새끼 드래곤이다.

### 송곳니 탑
- 차일드맨 파우더필드

송곳니 탑 차일드맨 교실의 교사이자 오펜의 스승. 10년 전에는 암살자 출신으로 세계최강의 흑마술사로 이름을 알린 인물이며 송곳니 탑에서 오펜을 가르친다.
애니메이션 성우는 나카타 죠지
- 포르테 퍼킹검

차일드맨 교실의 장남격 인물로 차일드맨을 대신하여 임시 교실장을 수행중이다.
- 레티샤 마크레디

차일드맨 교실의 교육생. 오펜과는 펜릴의 숲에 잡혀있을 때 대면한 적이 있다.
- 아자리

차일드맨 교실의 교육생으로 오펜과 같은 고아원에서 자란 동년배이다. 레티샤와는 친척 관계.

### 그 외 인물
- 마리아벨 에버래스틴

에버래스틴 가문의 장녀로 클리오의 언니이다. 장녀답게 동생인 클리오와는 다르게 얌전한 듯한 성격이며 한때 오펜의 맞선 상대였지만 결혼 사기 피해자이기도 하다. 후에 오펜이 동생과 결혼하면서 사실상 제부 관계가 되었다. 한때 괴물이 된 아자리의 습격을 받았을 때 오펜이 구해주게 된 계기로 그에게 반한 적이 있다.
애니메이션 성우는 유키노 사츠키